# Noritada Saneyoshi
Noritada Saneyoshi (Ehime, 19 oktober 1972) is een voormalig Japans voetballer.

## Carrière
Noritada Saneyoshi speelde tussen 1995 en 2007 voor Gamba Osaka.